# 竹下瑛広
竹下 瑛広（たけした あきひろ、2000年5月20日 - ）は、神奈川県厚木市出身のプロ野球選手（投手）。右投右打。NPBでは育成選手であった。

## 経歴

### プロ入り前
日本人の父とフィリピン人の母の間に生まれた3人兄弟の次男。厚木市立北小学校3年生でイーケーシャークスでソフトボール、厚木市立藤塚中学校時代には軟式野球を経験し、厚木北高在籍時に内野手から投手にポジションを変更した。高校時代は2番手投手で「エースになれず悔しかった」ことから大学進学を目指した。函館大学進学後の2年時に右肘の炎症で離脱したが翌年には復帰。3年秋には優秀選手賞を獲得した。大学時代には入学時から最高球速を20km/h伸ばす最速148km/hを計測するまでに急成長を遂げた。
2022年のドラフト会議で東北楽天ゴールデンイーグルスから育成3位で指名され、11月7日に支度金300万円、年俸250万円で入団に合意した（金額は推定）。背番号は155。

### 楽天時代
2023年は二軍で15試合に登板し、1勝2敗1セーブ、防御率6.59の成績。先発も救援もこなし、球速は最速149km/hを計測した。
2024年は8試合に登板し、0勝2敗0セーブ、防御率10.38と成績を落とした。育成選手制度の期間の3年間を待たず、10月5日に球団より戦力外通告を受けた。

## 詳細情報

### 年度別投手成績
- 一軍公式戦出場なし

### 背番号
- 155（2023年[9] - 2024年）